# Пауліне ван дер Вілдт
Пауліне ван дер Вілдт (нід. Pauline van der Wildt, 29 січня 1944) — нідерландська плавчиня.
Бронзова медалістка Олімпійських Ігор 1964 року.